# Peter Andreas Hansen
Peter Andreas Hansen (ur. 8 grudnia 1795 w Tandern, Dania, zm. 28 marca 1874 w Gocie, Niemcy) – niemiecki astronom, który poprawił teorię ruchu i tablic głównych ciał w Układzie Słonecznym. Laureat Medalu Copleya.
Astronom zajmował się geodezją teoretyczną, optyką i teorią prawdopodobieństwa.

Jego najważniejsze prace dotyczące teorii ruchu Księżyca to Fundamenta (1838) oraz Derlegung (1862-64). Zostały wydane w Wielkiej Brytanii w 1857 i były stosowane do 1923 roku. Ze swojej teorii Księżyca obliczył odległość Ziemi od Słońca, wielkość ta była bliska wartości akceptowanej obecnie.
We współpracy z Chrystianem Olufsenem w 1853 opracował nowe tablice pozycji Słońca (Solar Tables).

## Nagrody i wyróżnienia
Od 1835 roku był zagranicznym członkiem brytyjskiego Royal Society.
W 1842 i 1860 roku został uhonorowany Złotym Medalem Królewskiego Towarzystwa Astronomicznego, w 1848 roku otrzymał także medal okolicznościowy od tego towarzystwa. Natomiast w 1850 otrzymał Copley Medal przyznany przez Towarzystwo Królewskie w Londynie.
W 1866 odznaczony Pour le Mérite za Naukę i Sztukę.
W uznaniu jego pracy jego nazwiskiem nazwano krater na Księżycu.